# Nick Chester
Nicholas Chester, mais conhecido como Nick Chester (Ripon, 22 de março de 1968), é um engenheiro britânico, graduado em Cambridge no ano de 1993, que atualmente ocupa o cargo de diretor técnico da equipe de Fórmula 1 da Cadillac.

## Carreira
Chester juntou-se à Simtek Research em simulação de veículos, indo com a Simtek para sua entrada na Fórmula 1 em 1994, como responsável pela simulação e projetista de suspensões dianteiras. Ele mudou-se para a Arrows em 1995, primeiro para simulação de veículos e depois para projeto de suspensão. Em 1996, tornou-se chefe de software de simulação na Arrows, antes de se tornar engenheiro de pista no ano seguinte. Ele manteve esta posição até 2000. De 2001 a 2004 ocupou a mesma posição ao entrar em Enstone na equipe Benetton, que se tornou na equipe Renault em 2002. Posteriormente ele foi sendo promovido gradualmente, movendo-se aos departamentos de projeto, e transformando-se chefe de desempenho de veículo em 2005. Cinco anos mais tarde foi promovido outra vez e fico responsável pelos sistemas de desempenho. Ele permaneceu em Enstone mesmo quando a Renault F1 Team se transformou na Lotus F1 Team, em 2012, nesse mesmo ano foi dado a Chester o papel de diretor de engenharia.
Em maio de 2013, com a saída de James Allison, a Lotus F1 Team nomeou-o como o seu novo diretor técnico. Após a equipe da Lotus ser comprada de volta pela Renault em dezembro de 2015, Nick Chester continuou trabalhando na equipe como seu diretor técnico de chassis.
No início de dezembro de 2019, a Renault anunciou que Nick Chester deixaria a equipe com efeito imediato. Com Pat Fry substituindo Chester na Renault em janeiro de 2020.
No ano seguinte, apesar de estar ligado a um cargo sênior na Williams, Chester voltou ao automobilismo depois que a Mercedes anunciou que ele havia se juntado ao seu projeto de Fórmula E. Ele se tornou o diretor técnico da equipe Mercedes-EQ Formula E Team e começou seu trabalho no programa no início de julho de 2020.
Ele permaneceu nesse cargo mesmo após a equipe ser transformada na McLaren Formula E Team no segundo semestre de 2022. Porém, ele deixou a equipe inglesa em fevereiro de 2023, sendo substituído na função de diretor técnico por Chris Dyer.
Em março de 2023, Chester foi contratado pela Andretti Cadillac como seu diretor técnico para liderar a formação e desenvolvimento de seu projeto de Fórmula 1, que deu origem a Cadillac Formula 1 Team.